# Сысоев, Анатолий Афанасьевич
Анатолий Афанасьевич Сысоев (род. 15 декабря 1936, Горки-2, Кунцевский район, Московская область, РСФСР, СССР) — советский и российский художник декоративного-прикладного искусства, живописец, скульптор, поэт.

## Биография
Анатолий Афанасьевич Сысоев родился 15 декабря 1936 года в совхозе Горки-2 Кунцевского района Московской области. Из многодетной рабочей семьи. По национальности — русский. С детства увлекался искусством и рано начал рисовать, хотя отец планировал выучить его на ветеринара.
В 1952 году поступил на отделение лепки и моделирования Московского художественно-промышленного училища имени М. И. Калинина, которое окончил в 1955 году. После получения образования работал в мастерских «Метростроя», участвовал в оформлении станции метро «Комсомольская». В дальнейшем по рспоряжению министерства культуры отправлен на стажировку в художественную мастерскую при Московском мясокомбинате имени А. И. Микояна, где отходы производства использовались для изготовления резных фигурок из кости. После завершения стажировки с целью организации аналогичных мастерских работал на мясокомбинатах в Горьком и Улан-Удэ, занимаясь созданием сувениров для системы «Росгалантереи».
В 1957 году переехал в Казань. Продолжив работу в мясной промышленности, затем был призван в Советскую армию, три года прослужил в танковых войсках, а в 1961 году вернулся в Казань. Проработав некоторое время на мясокомбинате, в дальнейшем работал в Татарском художественном фонде, трудился художником-оформителем, дизайнером, проектировщиком, был главным художником завода «Теплоконтроль», не оставив занятия творчеством. Выставляется с 1961 года, в частности, принимал участие в выставке шести молодых художников (1970, Казань), выставке шестнадцати автономных республик РСФСР (1971, Москва). В Казани также прошли четыре его персональные выставки, в том числе в 2018 и 2023 годах. Отметив в 2021 году 85-летний юбилей, является одним из старейших художников Татарстана, сам себя называет «русским сыном татарского народа».

## Очерк творчества

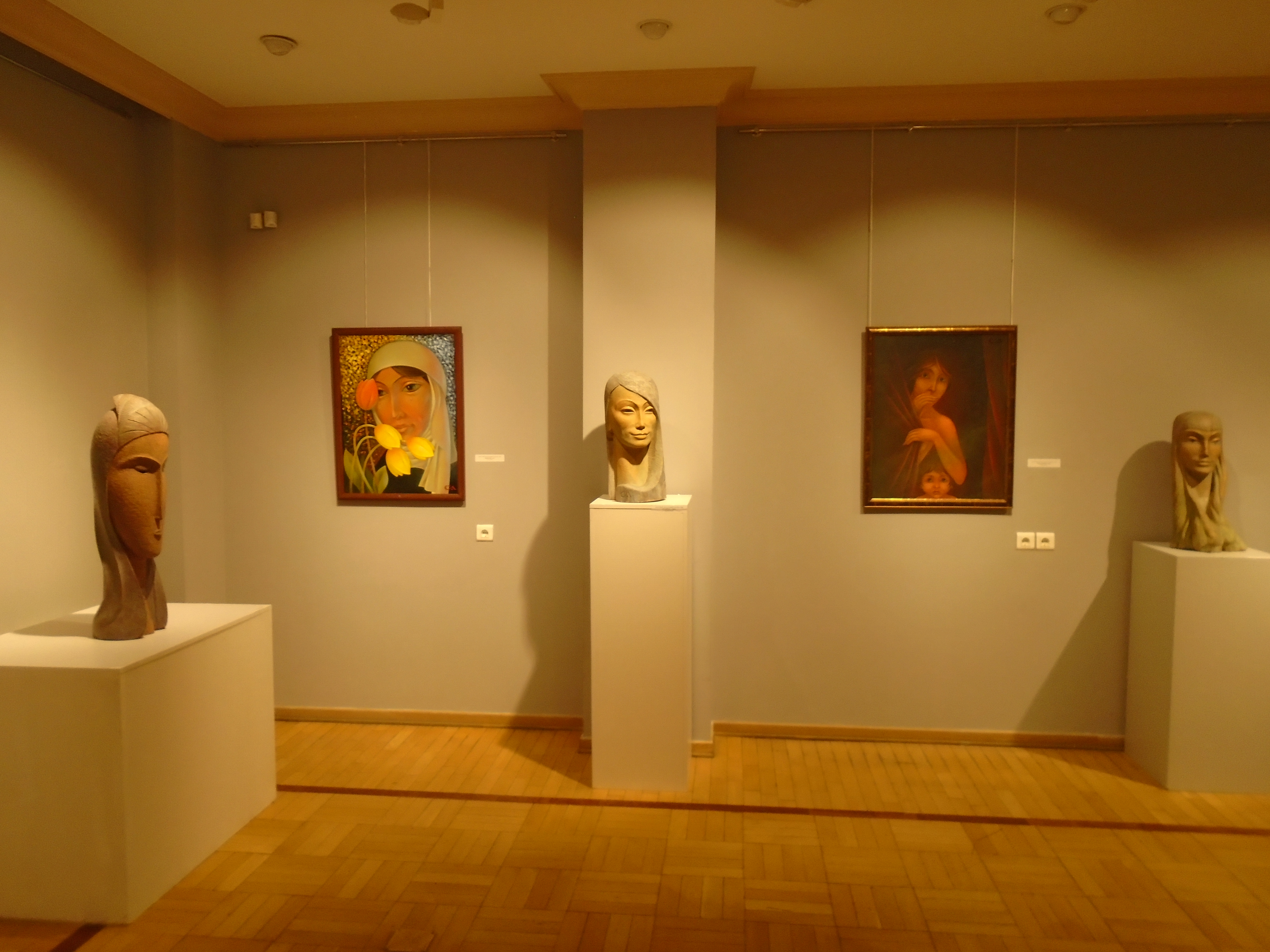
Персональная выставка, 2023 год

Свой творческий путь начинал с декоративных композиций, в основном анималистического жанра и в фольклорной тематике, выполненных из различных материалов — полой коровьей кости (цевки), рога, дерева, проволоки. Критиками особо отмечены фигурки птиц и животных, шкатулка «Виноград» (1961), композиции «Девушка с голубем», «Лань», «Ослик» (1963). Серьёзной удачей считается работа «Шурале» (1963), в которой Сысоев освоил татарские национальные образы. Со второй половиных 1960-х годов заинтересовался более крупной пластикой, начал работать как скульптор в технике чеканки по меди и резьбы по дереву. Среди наиболее известных работ того периода в портретном и историческом жанрах отмечаются «Мать» и «Семья» (обе — 1967, медь, чеканка), «Сказание» (1968, медь, чеканка), «Портрет В. И. Ленина» (1969, дерево), «Ноктюрн» (1969, дерево), «Тёплый дождь» (1970, дерево), «Подсолнухи» (1972, медь, чеканка). Лучшим произведениям Сысоева свойственны красивые силуэты, напевность линий, мягкая пластичность.

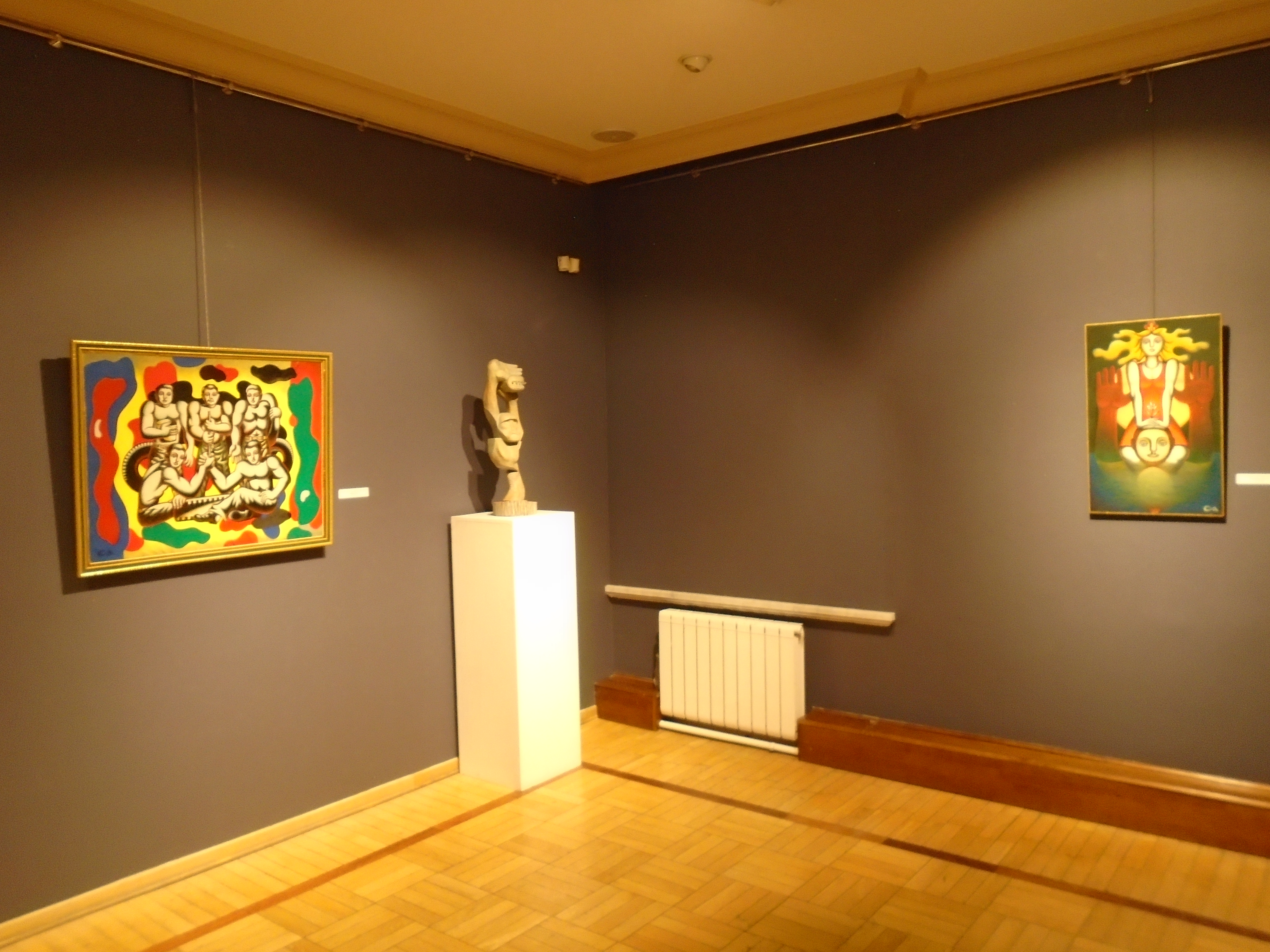
Некоторые работы Сысоева

Основным направлением творчества Сысоева стала именно скульптура из дерева, металла, камня. Значительно признание он приобрёл своими многофигурными сюжетно-тематическими композициями, блюдами, шкатулками, вазами, украшенными орнаментальной резьбой в трёхгранно-выемчатой и плоскорельефной технике. Некоторые из этих работ послужили образцами для тиражирования мастерами Комбината народных художественных промыслов, где Сысоев проработал большую часть жизни. Важным элементом творческого процесса для художника является разноцветное тонирование, придающее работам особую живописность. Также Сысоев увлекался обработкой чеканок уникальным составом на основе азотной кислоты, который придавал работам благородный зеленоватый оттенок под старину. В дальнейшем выяснилось что состав опасен для здоровья, в связи с чем художник перешёл к тонированию дерева кислотой, но уже в меньшем количестве, что позволяет предохранить работы от гниения.
В последние годы Сысоев занялся масляной живописью, которая отличается ярким цветовым колоритом и объединена тематикой человека во всех проявлениях жизни — любви, семейных отношениях, взаимодействии поколений. Его работы являются и настоящим гимном красоте женщины, её изяществу и внутренней гармонии, что особенно проявляется в скульптуре обнажённого жанра. Также Сысоев пишет стихи и прозу, выпустил две книги. Сознательно не состоит ни в одном из творческих союзов, не имеет никаких званий и регалий, в прессе характеризуется как свободный художник. Не выполняя работ на заказ, превыше всего дорожит свободой творчества и держится в стороне от всевозможных течений.

## Личная жизнь
Женился в начале 1960-х годов, развёлся после тридцати лет брака. Двое сыновей, есть внуки. Живёт на улице Подлужной, где есть собственная мастерская. Также имеет дом в Лаишево, занимается дачным хозяйство, старается вести здоровый образ жизни. В последние годы перенёс два инсульта.